# Fucophycidae
Sous-classe
Les Fucophycidae sont une sous-classe d’algues brunes de la classe des Phaeophyceae.

## Liste des ordres
Selon AlgaeBase (13 août 2017) :
- ordre des Ascoseirales Petrov ;
- ordre des Asterocladales T.Silberfeld, M.-F.Racault, R.L.Fletcher, A.F.Peters, F.Rousseau & B.de Reviers ;
- ordre des Desmarestiales Setchell & Gardner ;
- ordre des Ectocarpales Bessey ;
- ordre des Fucales Bory ;
- ordre des Laminariales Migula ;
- ordre des Nemodermatales M.Parente, R.L.Fletcher, F.Rousseau & N.Phillips ;
- ordre des Phaeosiphoniellales Silberfeld, F.Rousseau & Reviers ;
- ordre des Ralfsiales Nakamura ex P.-E.Lim & H.Kawai ;
- ordre des Scytothamnales A.F.Peters & M.N.Clayton ;
- ordre des Sporochnales Sauvageau ;
- ordre des Tilopteridales Bessey.